# The Contact Zone (conceito teórico)

## The Contact Zone
Em 1991 discurso para a Associação de línguas Modernas, intitulada "Arts of the Contact Zone" (Artes da Zona de Contato), Mary Louise Pratt , introduziu o conceito de "Contact Zone". Ela articulou: "Eu uso esse termo para me referir aos espaços sociais onde culturas se encontram, chocam e lutar uns com as outras, muitas vezes em contexto de relação de poder altamente assimétricas, tais como o colonialismo, a escravidão, ou seus resultados, como viviam em muitas partes do mundo hoje" (34). Pratt descreveu um site para encontros linguísticos e culturais, em que o poder é negociado e a luta ocorre. Embora, quando introduzido este termo foi no contexto da alfabetização e teorias literárias, o termo foi apropriado para conversas em ciências humanas, e tem sido usado no contexto da teoria feminista, teoria crítica da raça, a teoria pós-colonial e nas discussões do ensino e da pedagogia. The Contact Zone é semelhante à de outros conceitos que abordam a relacionalidade e contiguidade, tais como a posicionalidade, a teoria do ponto de vista, o perspectivismo, a intersecionalidade, e a relacionalidade (24).

### Arts of the Contact Zone (Artes da Zona de Contato)
Em "Arts of the Contact Zone", Pratt descreve um manuscrito de 1613 escrito pelo homem andino chamado Felipe Guaman Poma de Ayala. O manuscrito foi uma carta escrita para o rei Phillip III da Espanha e foi intitulada The First New Chronicle and Good Government (A Primeira Nova Crônica e o Bom Governo). O manuscrito detalha a conquista espanhola na América do Sul. Pratt cita o manuscrito como um exemplo de autoethnography (auto-etnografia). Ela escreve, "Guaman Poma’s New Chronicle é um exemplo do que eu propus chamar de um texto autoetnográfico, pelo qual me refiro a um texto em que as pessoas comprometem-se a descrever-se de maneiras que se envolvam com representações que outros fizeram delas." (35). The New Chronicle termina com uma conta revisionista da conquista espanhola. Pratt usa o manuscrito como um exemplo de uma pessoa oprimida ou grupo que resiste à hegemonia, e ela conecta a prática da authoethnography (auto-etnografia), a crítica e a resistência à criação de contact zones.

#### Transculturação
Pratt também compartilha o exemplo da New Chronicle de Poma para dar um exemplo de "transculturação" termo que os etnógrafos utilizaram "para descrever o processo pelo qual membros de grupos subordinados ou marginais selecionam e inventam a partir de materiais transmitidos por uma cultura metropolitana dominante" (36). Além disso, Pratt dá a origem do termo "transculturação", escrevendo: "O termo, originalmente cunhado pelo sociólogo cubano Fernando Ortiz, em 1940, visava substituir conceitos de aculturação e assimilação usados para caracterizar a cultura sob conquista" (36). Pratt confirma "A transculturação, como a autoetnografia é um fenômeno da contact zone" (36).

#### Finalidade da Zona de Contato
Pratt afirma que um dos objetivos da zona de contacto "destina-se, em parte, em contraste com as idéias de comunidade que fundamentam grande parte do pensamento sobre a linguagem, a comunicação e a cultura que é feito na academia" (37). Pratt discorda da noção de comunidades como “entidades imaginadas” (37) e que esta linha de pensamento cria um tipo de nacionalismo problemático.

### A Zona de Contato em Estudos de Composição e de Educação
A noção de zona de contato tem sido utilizado para facilitar discussões dentro dos estudos de composição  sobre os temas do multiculturalismo, plurilinguismo e a pedagogia crítica. A zona de contacto é usada pelos estudiosos como um tropo para visualizar soluções para conflitos. Marilyn Edelstein discutiu a zona de contacto e multiculturalismo. Em Edelstein, "Multiculturalisms, Past and Present, and Future" questões de inclusão versus diferença são proeminentes. Em "Professing Multiculturalism: The Politics of Style in the Contact Zone", Min-Zhan Lu discutiu o multilinguismo e a zona de contato, onde o texto do aluno é o local da luta. Pratt também usa a zona de contato para discutir o espaço da sala de aula. Pratt escreve, "Todos os alunos da turma tiveram a experiência ... de ter suas culturas discutidas e objetivadas de maneira que as horrorizassem; todos os estudantes sentiram face a face a ignorância e incompreensão, e ocasionalmente a hostilidade dos outros ... Junto com raiva, incompreensão e dor, houve momentos emocionantes de admiração e revelação, compreensão mútua e nova sabedoria - as alegrias da zona de contato" (39).
Patricia Bizzell foi tão longe a ponto de sugerir que os estudos de inglês fossem organizados em torno de "contact zones", ao invés de incluir períodos históricos. Bizzell propôs: "Estou sugerindo que organizemos estudos de inglês não em termos de períodos literários ou cronológicos, nem essencializamos categorias raciais ou de gênero, mas sim em termos de zonas de contato historicamente definidas, momentos em que diferentes grupos dentro da sociedade disputam. o poder de interpretar o que está acontecendo" (p.167). Bizzell usa o termo para se referir aos momentos no espaço e no tempo, ao invés de incluir espaços abstratos na mente ou na literatura. Ela descreve zonas de contato como "circunscrito no tempo e no espaço, mas com limites elásticos" (166).